# Глосатор
Глосатори (з лат. glossa — слово, що потребує пояснення, від грец. — мова) — юристи (доктора права або студенти), які займалися римським правом в середньовічній Європі в рамках традиції, розвиненій в Болонському університеті. Школа права глосаторів була поширена в Італії, Франції та Німеччини в XI—XIII століттях.
Основна увага приділялась глосам (тлумаченню) Кодексу Юстиніана — Corpus juris civilis.